# Kálfafellsfjöll
Kálfafellsfjöll är en bergskedja i republiken Island. Den ligger i regionen Austurland, 280 km öster om huvudstaden Reykjavík.